# Isabella Glynová
Isabella Glynová (22. května 1823 Edinburgh – 18. května 1889 Londýn) byla shakespearovská herečka.

## Život
Narodila se jako Isabella Gearnsová v Edinburghu. Herecké kariéře se věnovala i přes přání jejích presbyteriánských rodičů. Vystupovala pod dívčím jménem své matky, Glyn. První hereckou zkušenost měla v amatérské společnosti v Londýně. Úspěch tohoto vystoupení ji povzbudil ke studiu na pařížské konzervatoři, kde studovala pod Pierrem-Marie-Nicolasem Michelotem. Po návratu do Anglie v roce 1946 si ji pod křídla vzal Charles Kemble, který ji připravoval na shakespearovské hry. Její profesionální herecký debut byl v Manchesteru v roce 1847 ve hře Král Jan. V Londýně vystoupila o rok poté, v divadle Olympic Theatre ve hře Macbeth jako Lady Macbeth, kterou si opětovně zahrála v roce 1850 v divadle Sadler's Wells Theatre po boku Samuela Phelpse jako Macbetha.  V tomto divadle hrála hlavní ženské role v letech 1848–1851 a v roce 1859.  Na konci padesátých her se jeviště vzdala, ovšem její poslední jevištní vystoupení bylo v roce 1868, kdy vystupovala jako Hermiona v Zimní pohádce. Po divadelním vystupování se věnovala veřejnému čtení. V sedmdesátých letech se vydala do Ameriky učit herectví.
V prosinci roku 1953 se podruhé provdala za žurnalistu Enease Sweetlanda Dallase z London Times. Své sliby si obnovili dva roky poté, 12. července 1855. Roku 1874 podala žádost o rozvod, který byl sledován veřejnými médii. V květnu 1876 byla požádána skrze soud o navrácení nábytku a dopisů panu Dallasovi. Tuto žádost ovšem nevyslyšela a 19. června téhož roku byla vzata do vazby. Z hollowayského vězení byla propuštěna 28. června roku 1876.
Osmnáctého května 1889 podlehla rakovině. Byla pohřbena čtyři dny poté, na hřbitově v Kensal Green.

## Vybraná vystoupení
- Král Jan – Konstancie[2][9]
- Macbeth – Lady Macbeth[1][3][2][10]
- Coriolanus – Volumnia[2]
- Zimní pohádka – Hermiona[2]
- Venice Preserv'd – Belvidera[2]
- Jindřich VIII. (Shakespeare) – Kateřina Aragonská[11][2]
- Jindřich VI. 1., 2., 3. část a Richard III. – Margaret z Anjou[2]
- Kupec benátský – Porcie[2]
- Něco za něco – Isabela[2][12]
- Othello – Emilie[2]
- Antonius a Kleopatra – Kleopatra[13][1]
- Hamlet – Gertruda[14]